# Pečorské moře
Pečorské moře (rusky Печорское море) je moře v jihovýchodní části Barentsova moře mezi ostrovy Kolgujev a Vajgač. Pojmenování se poprvé objevuje v atlase Gerharda Mercatora z roku 1595. V souladu se stanoviskem ÚVV SSSR z 28. listopadu 1935 tvoří severovýchodní hranici spojnice mysu Čjornyj na Nové zemi a jižního vstupu do zátoky Kostin Šar na severu ostrova Kolgujev, jihovýchodní hranici spojnice jižního zakončení stejného ostrova zvané Ploskije Koški a mys Svjatoj Nos Timanskij na pevnině. Rozměry moře jsou 300 km z východu na západ a 180 km ze severu na jih. Rozloha činí 81 263 km² a objem 4380 km³.
Pobřeží moře je členěno četnými zátokami. Jsou to Ramenka, Kolokolkova, Chajpudyrská zátoka, Pečorská zátoka. Největším přítokem je Pečora.